# MASH (película)
MASH  es un film estadounidense de 1970 dirigido por Robert Altman, basado en la novela MASH: A novel of three army doctors, de Richard Hooker. Es la única película basada en dicho libro y se ha convertido en una de las sátiras de la comedia negra más importantes de principios de los años setenta. La película inspiró la serie de televisión del mismo nombre, M*A*S*H, que se mantuvo en antena desde el año 1972  hasta 1983, siendo aclamada por público y crítica.

## Sinopsis
La película se centra en un grupo de médicos de un campamento estadounidense que atiende a los heridos en batalla durante la guerra de Corea, el MASH 4077 (Hospital Quirúgico Móvil del Ejército, por sus siglas en inglés). El argumento central expone el día a día de ese grupo de médicos durante la guerra. Está narrada con un humor ácido e irreverente, en consecuencia con lo que parece guiar la narrativa de todo el film: derribar los idealismos en torno a la grandiosa moral de la que se ufana el Ejército estadounidense. 
Durante la película, el protagonista, el capitán «Hawkeye» (ojo de halcón) Pierce y sus dos compañeros, el jefe de cirugía, «Trapper John» McIntyre y el capitán «Duke» Forrest se enfrentarán a lo que ellos llaman «payasos del ejército»: un fanático religioso más creyente que el propio cura de la división, el mayor Frank Burns, y una fanática de las reglas más obsoletas y tradicionalistas del ejército, la jefa de enfermeras Margaret O'Houlihan que, tras un indecoroso incidente con el Mayor Burns, una de las escenas más recordadas de la película por sus seguidores, será apodada «Hot Lips» («Labios Calientes»).
La película está dirigida por Robert Altman y está basada en la novela del escritor Richard Hooker, «MASH: A novel of three army doctors» (MASH: Una novela de tres médicos del ejército). Satiriza la ética del ejército al contraponer las reglas escritas con la práctica real, hace batallar a lo que «se supone que debería ser» con lo que realmente es y, así, critica desde un humor inteligente.

## Elenco
- Donald Sutherland .... cap. Benjamin Franklin «Hawkeye» Pierce

- Elliott Gould .... cirujano-jefe John Francis Xavier «Trapper John» McIntyre

- Tom Skerritt .... cap. Augustus Bedford "Duke" Forrest

- Sally Kellerman .... jefa de enfermeras, mayor Margaret O'Houlihan «Hot Lips» («Morritos Calientes»)

- Robert Duvall .... my. Frank Burns

- Roger Bowen .... tte.-cel. Henry Braymore Blake

- Rene Auberjonois .... pe. John Patrick «Dago Red» Mulcahy

- David Arkin .... sgt. Vollmer

- Jo Ann Pflug .... tte. Maria Schneider

- Gary Burghoff .... cb. Walter «Radar» O'Reilly

- Fred Williamson .... cap. Oliver Harmon «Spearchucker» Jones

- Michael Murphy .... cap. Ezekiel Bradbury «Me Lay» Marston, IV

- Indus Arthur .... tte. Leslie

- Kim Atwood .... Ho-Jon

- Carl Gottlieb .... cap. «Ugly John» Black

## Premios y nominaciones
Premios Óscar (1971)
- Ganador en la categoría Mejor guion adaptado
- Nominado en las categorías:

Mejor película
Mejor director
Mejor actriz de reparto (Sally Kellerman)
Mejor montaje
Globo de Oro (1971)
- Ganador en la categoría Mejor película - Comedia o musical.
- Nominado en las categorías:

Mejor director
Mejor actor - Comedia o musical (Donald Sutherland y Elliott Gould)
Mejor actriz de reparto (Sally Kellerman)
Mejor guion
Festival de Cannes (1970)
- Ganador de la Palma de Oro